# San Pedro Tepinapa
San Pedro Tepinapa är en ort i Mexiko.   Den ligger i kommunen Santiago Jocotepec och delstaten Oaxaca, i den sydöstra delen av landet, 400 km sydost om huvudstaden Mexico City. San Pedro Tepinapa ligger 174 meter över havet och antalet invånare är 496.
Terrängen runt San Pedro Tepinapa är kuperad åt nordost, men åt sydväst är den bergig. Runt San Pedro Tepinapa är det ganska glesbefolkat, med 23 invånare per kvadratkilometer. Närmaste större samhälle är San Antonio las Palmas, 13,9 km nordväst om San Pedro Tepinapa. I omgivningarna runt San Pedro Tepinapa växer i huvudsak städsegrön lövskog.